# Candy (singolo Mandy Moore)
Candy è un singolo della cantante statunitense Mandy Moore, pubblicato il 17 agosto 1999 come primo estratto dal primo album in studio So Real e successivamente inserito anche nel secondo album in studio I Wanna Be with You.
Il brano è stato scritto da Denise Rich, Dave Katz e Denny Kleiman.

## Video musicale
Il videoclip della canzone è stato diretto da Chris Robinson.

## Tracce
CD Singolo (USA)
1. Candy (Main version) – 3:52
2. Candy (Instrumental) – 3:52
3. Album snippets – 5:59

CD Singolo (Regno Unito)
1. Candy – 3:56
2. Candy (Hex Hector Radio Edit) – 3:45
3. Not Too Young – 3:52
4. Candy (Video) – 2:58

## Classifiche

### Classifiche settimanali
| Classifica (2000) | Posizione massima |
| ----------------- | ----------------- |
| Australia         | 2                 |
| Belgio (Fiandre)  | 59                |
| Belgio (Vallonia) | 30                |
| Francia           | 16                |
| Germania          | 72                |
| Irlanda           | 27                |
| Nuova Zelanda     | 10                |
| Regno Unito       | 6                 |
| Stati Uniti       | 41                |
| Svezia            | 46                |
| Svizzera          | 39                |

### Classifiche di fine anno
| Classifica (2000) | Posizione |
| ----------------- | --------- |
| Australia         | 11        |